# Mycetophila margaritae
Mycetophila margaritae är en tvåvingeart som beskrevs av Duret 1981. Mycetophila margaritae ingår i släktet Mycetophila och familjen svampmyggor. Inga underarter finns listade i Catalogue of Life.